# 大野進
大野 進（おおの すすむ、1944年6月29日 - 2010年9月21日）は、日本のレコーディング・エンジニア。(社)日本音楽スタジオ協会・相談役、日本ミキサー協会・顧問などを歴任した。日本で初めてミリオンセールスを記録した井上陽水のアルバム「氷の世界」などで知られる。

## 来歴・人物
- 1963年：ポリドール株式会社（現ユニバーサル・ミュージック）に入社。録音部に所属。
- 1970年：菅原洋一「今日でお別れ」でレコード大賞受賞。
- 1973年：井上陽水「氷の世界」が日本初LP 100万枚突破。
- 1976年：日本初のリゾートスタジオ「IZUスタジオ」設立プロジェクト参加運営担当。
- 1978年：「KRSスタジオ」設立参加。
- 1987年：KRS閉鎖。「スタジオ・キーストーン」専務取締役就任。
- 1996年：「株式会社ファロス」設立、代表取締役に就任。
- 2000年：「一般社団法人 日本音楽スタジオ協会」会長に就任。
- 2010年：死去。

## 主な作品（順不同）
- 井上陽水「氷の世界」
- 高橋洋子「もう一度逢いたくて」（エンジニア）

### 本人歌唱
- ニャロメのうた（漫画『もーれつア太郎』イメージソング。1969年）
- おれと結婚しろニャロメ（漫画『もーれつア太郎』イメージソング。「大野進、露木美穂」名義。1970年）
- バケツのおひさんつかまえた（テレビアニメ『じゃりン子チエ』オープニングテーマ曲。「大野進、中山千夏」名義。1981年）